# وشم پاسرخ
وشم پاسرخ (نام علمی: Crypturellus erythropus) نام یک گونه از سرده دمچه‌پنهان‌ها است.